# Revilla de Collazos

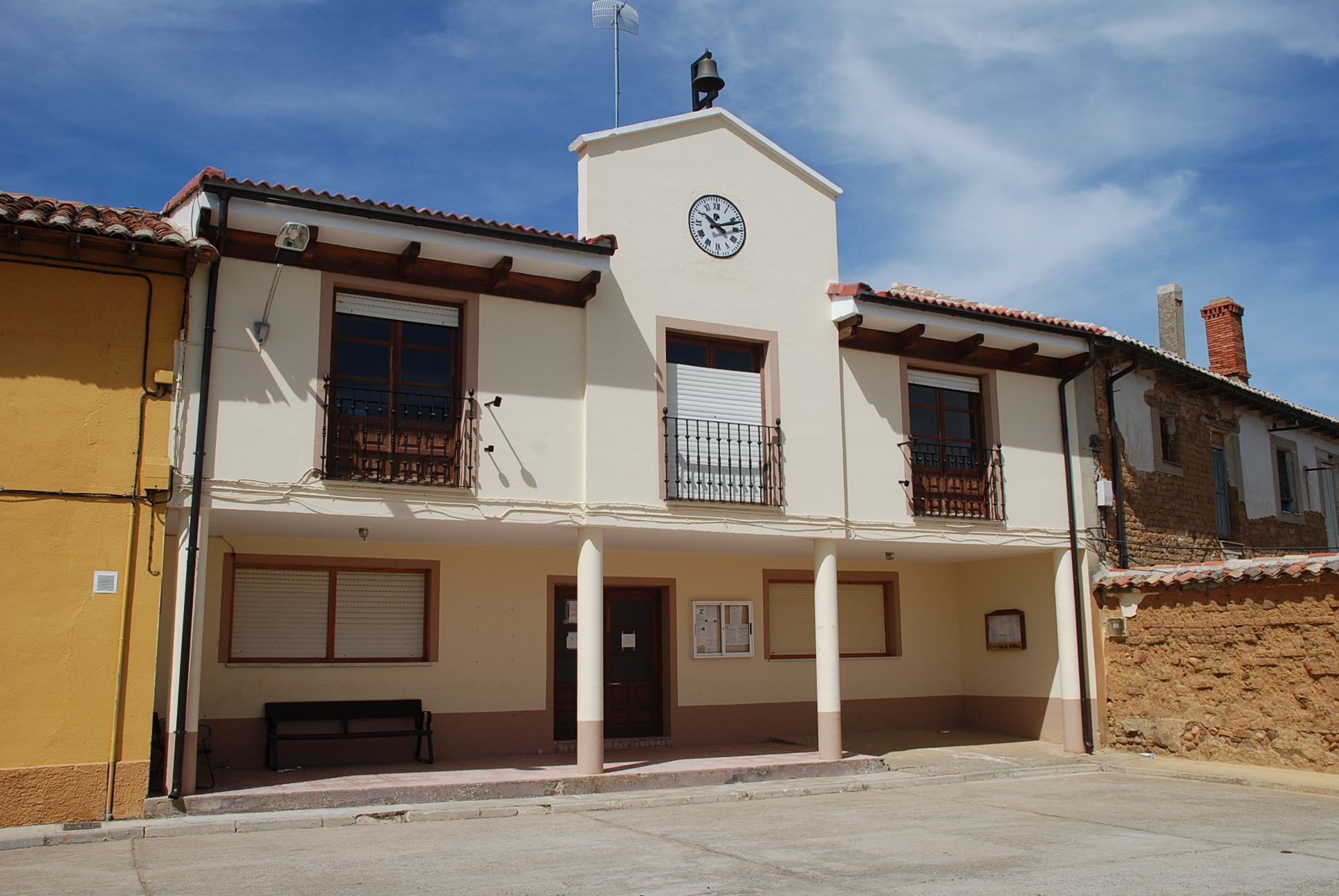
Ayuntamiento de Revilla de Collazos

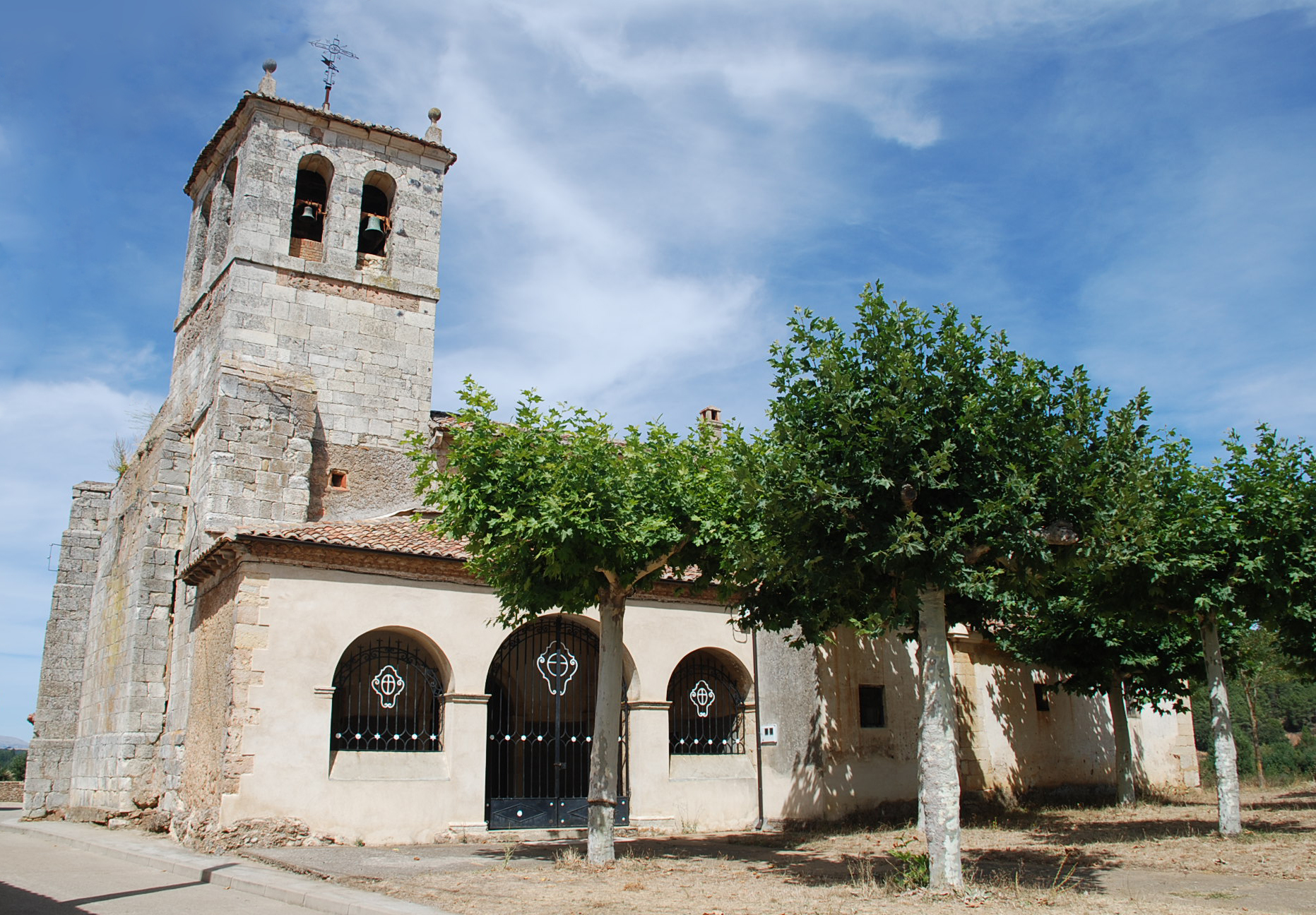
Iglesia de San Andrés

Revilla de Collazos es un municipio de España, en la provincia de Palencia, Comunidad Autónoma de Castilla y León. Tiene un área de 20,56 km² con una población de 77 habitantes (INE 2007) y una densidad de 3,75 hab/km².

## Geografía humana

### Demografía
Cuenta con una población de 75 habitantes (INE 2024).
| Gráfica de evolución demográfica de Revilla de Collazos entre 1842 y 2021                                             |
| |
| Población de derecho según los censos de población del INE. Población de hecho según los censos de población del INE. |

| 1900 | 1910 | 1920 | 1930 | 1940 | 1950 | 1960 | 1970 | 1981 | 1991 | 1996 | 2001 | 2004 |
| 324  | 321  | 316  | 318  | 372  | 379  | 333  | 220  | 153  | 117  | 103  | 83   | 79   |

## Monumentos y lugares de interés
- Iglesia de san Andrés: edificio de origen Románico compuesto de una sola nave, orientado y de buena hechura. La fábrica actual data del siglo XVII, cuando se le añadieron capillas laterales, torre a los pies y un atrio al lado sur, que destruyó la portada original. Aún puede apreciarse el perfil de su lado izquierdo así como un pequeño segmento de la imposta decorada de la misma. Los ventanales central y norte del cilindro absidal se cegaron. Destaca la bella columna-estatua con es muy probable que proceda de su desaparecido ventanal central, la cual fue hallada a finales del siglo XX al remover el altar actual. La columna propiamente dicha, representa en altorrelieve, la figura de un personaje barbado, de cuidados rasgos que toca una vihuela de cinco cuerdas, reproducida con todo lujo de detalles. Datable a mediados del XII, como el templo original. Probablemente tenga relación con el taller escultórico de la escuela de Aguilar de Campoo, al igual que la decoración de los capiteles del exterior y del interior.